# 1912 no desporto

## Eventos
- 5 de maio - Abertura dos Jogos Olímpicos em Estocolmo.

### Atletismo
- 15 de julho - O português Francisco Lázaro morre ao disputar a maratona nos Jogos Olímpicos.

### Automobilismo
- 30 de maio - Joe Dawson é o vencedor das 500 Milhas de Indianápolis.

### Futebol
- janeiro - Fundação do Ideal Club em São Carlos.
- 14 de abril - Fundado o Santos Futebol Clube (Santos) em Santos.
- 28 de abril - Primeiro jogo entre Porto e Benfica, disputado no Campo da Rua da Rainha. O Benfica venceu por 8 a 2.[1]
- 30 de abril - Fundado o América Futebol Clube (MG).
- 1 de maio - Fundado o Operário Ferroviário Esporte Clube em Ponta Grossa no Paraná.
- 7 de julho - Realizado o primeiro Fla-Flu .
- 15 de agosto - Fundado o Corinthians Futebol Clube na cidade de Santo André (São Paulo).
- 20 de setembro - Fundado o Clube de Regatas Brasil.

### Xadrez
- 19 de fevereiro a 23 de março - Torneio de xadrez de San Sebastian de 1912, vencido por Akiba Rubinstein.[2]

## Nascimentos
| Data           | Nome                  | Profissão     | Nacionalidade         | Observações | Ref   |
| -------------- | --------------------- | ------------- | --------------------- | ----------- | ----- |
| 8 de abril     | Sonja Henie           | patinadora    | Noruega               | m. 1969     | [ 3 ] |
| 26 de junho    | Bernardo Sousa Dantas | automobilista | Brasil                | m. 2005     | [ 4 ] |
| 29 de agosto   | Sohn Kee-chung        | maratonista   | Coreia do Sul / Japão | m. 2002     | [ 5 ] |
| 19 de novembro | Domingos da Guia      | futebolista   | Brasil                | m. 2000     | [ 6 ] |

## Mortes
| Data        | Nome               | Profissão           | Nacionalidade     | Observações | Ref   |
| ----------- | ------------------ | ------------------- | ----------------- | ----------- | ----- |
| 27 de março | Tibor von Földváry | patinador artístico | Hungria           | n. 1863     | [ 7 ] |
| 15 de julho | Francisco Lázaro   | maratonista         | Reino de Portugal | n. 1891     | [ 8 ] |